# André Laronde
André Laronde (Grenoble, 19 de junio de 1940-París, 1 de febrero de 2011) fue un historiador y arqueólogo francés, especialista en los asentamientos griegos en Cyrenaica (ahora en Libia).

## Carrera
Laronde escribió su licenciatura bajo la tutoría de François Chamoux. Después de car clases en la Universidad de Grenoble, André Laronde fue profesor en la Universidad de la Sorbona en el que presentó su tesis doctoral en 1976 su tesis para el doctorado Recherche sur l'histoire de Cyrène, en la que estudia la historia de la Apolonia de Cirene bajo el dominio de la Dinastía ptolemaica.
Ayudó a François Chamoux desde la creación en 1976 de la Misión Arqueológica francesaen Trípoli, y se convirtió en presidente en 1981. Dirigió las excavaciones en Cyrene y Apolonia. Fue elegido miembro de la Academia de Inscripciones y Bellas Letras en 2002.
Murió de una ataque al corazón el 1 de febrero de 2011 a los setenta años.

## Obras seleccionadas
- 1971: Nouveau choix d'inscriptions grecques (collective).
- 1982: Mémoire d'Allevard (direction)
- 1985: Apollonia de Cyrénaïque et son histoire. Neuf ans de recherches de la mission archéologique française en Libye, CRAI, 129, n° 1, (p. 93–116)
- 1987: Cyrène et la Libye hellénistique. Libykai Historiai. De l'époque républicaine au principat d'Auguste.
- 1988: La Cyrénaïque romaine, des origines à la fin des Sévères (96 av. J.-C.- 235 ap. J.-C.) (in Aufstieg und Niedergang der römischen Welt II, 10, 1).
- 1990: (en italiano) Ricerche archeologiche nei porti della Libia, Apollonia e Leptis Magna.
- 1994: Nouvelles recherches archéologiques dans le port de Lepcis Magna, CRAI, 138, n° 4, (p. 991–1006)
- 1996: La civilisation hellénistique.
- 1996: La Libye à travers les cartes postales, 1900–1940.
- 1996: Apollonia de Cyrénaïque : archéologie et histoire (in Journal des Savants).
- 1996: L'exploitation de la chôra cyrénéenne à l'époque classique et hellénistique, CRAI, 140, n° 2, (p. 503–527)
- 2000: Précis d'histoire ancienne
- 2000: La Libye.
- 2001: L'Afrique antique, histoire et monuments (in coll. with Jean-Claude Golvin), Paris.
- 2001: Un nouveau portrait de Ptolémée III à Apollonia de Cyrénaïque, CRAI, 145, n° 2, (p. 737–782)